# Lagune d'Ayarza
Pour les articles homonymes, voir Ayarza.
La lagune d'Ayarza (prononcé en espagnol : [laˈɣuna ðe aˈʝarsa]) est un lac volcanique du Guatemala.

## Description
Ce lac est une caldeira créée il y a plus de 20 000 ans par une éruption catastrophique qui détruisit des volcans jumeaux et ravagea toute la région en y déposant une couche de pierres ponces. 
Il a une surface de l'ordre de 14 km2 et une profondeur de l'ordre de 230 m. Son altitude se situe aux alentours de 1 409 m.